# Stazione meteorologica di Catanzaro
La stazione meteorologica di Catanzaro è la stazione meteorologica di riferimento relativa all'area urbana della città di Catanzaro.

## Coordinate geografiche
La stazione meteorologica, di tipo automatico DCP, si trova nell'Italia meridionale, in Calabria, in provincia di Catanzaro, nel comune di Caraffa di Catanzaro, a 362 metri s.l.m. e alle coordinate geografiche 38°53′N 16°29′E.

## Dati climatologici 1951-1980
In base alla media trentennale 1951-1980, la temperatura media del mese più freddo, gennaio, si attesta a +8,4 °C; quella del mese più caldo, agosto, è di +23,7 °C.
Le precipitazioni medie annue si aggirano sui 1.000 mm e si distribuiscono mediamente in 87 giorni, con un prolungato minimo estivo e un picco tra l'autunno l'inverno.
.
| Catanzaro (1951-1980) | Mesi | Mesi | Mesi | Mesi | Mesi | Mesi | Mesi | Mesi | Mesi | Mesi | Mesi | Mesi | Stagioni | Stagioni | Stagioni | Stagioni | Anno |
| Catanzaro (1951-1980) | Gen  | Feb  | Mar  | Apr  | Mag  | Giu  | Lug  | Ago  | Set  | Ott  | Nov  | Dic  | Inv      | Pri      | Est      | Aut      | Anno |
| --------------------- | ---- | ---- | ---- | ---- | ---- | ---- | ---- | ---- | ---- | ---- | ---- | ---- | -------- | -------- | -------- | -------- | ---- |
| T. max. media (°C)    | 10,9 | 11,5 | 12,9 | 15,5 | 19,7 | 24,3 | 27,5 | 28,0 | 25,3 | 20,3 | 16,0 | 12,5 | 11,6     | 16,0     | 26,6     | 20,5     | 18,7 |
| T. min. media (°C)    | 5,8  | 5,9  | 7,0  | 9,0  | 12,6 | 16,3 | 18,9 | 19,3 | 17,3 | 13,5 | 10,4 | 7,5  | 6,4      | 9,5      | 18,2     | 13,7     | 12,0 |
| Precipitazioni (mm)   | 144  | 118  | 114  | 68   | 39   | 20   | 13   | 17   | 51   | 120  | 119  | 172  | 434      | 221      | 50       | 290      | 995  |
| Giorni di pioggia     | 11   | 10   | 10   | 9    | 5    | 3    | 2    | 2    | 6    | 8    | 9    | 12   | 33       | 24       | 7        | 23       | 87   |